# Dolmen du Parc
Le dolmen du Parc, aussi connu sous le nom de dolmen de Saint-Nectaire-le-Bas ou Second Palet de Samson, est situé sur la commune de Saint-Nectaire dans le département du Puy-de-Dôme.

## Protection
L'édifice a fait l’objet d’un classement au titre des monuments historiques en 1862.

## Description
Le dolmen du Parc a été décrit pour la première fois par le Dr François Pommerol à la fin du XIXe siècle. Il est situé à 710 m d'altitude sur un petit plateau au pied du Puy de Mazeyres, désormais englobé dans un parc public appelé parc du Dolmen. 
C'est un dolmen simple, dit de type B, constitué de quatre orthostates et d'une dalle de chevet. L'ensemble mesure 3,70 m de long pour 2,40 m de large et 2 m de hauteur. Les orthostates ont été cimentés à la base ou au sommet afin de renforcer la structure. La chambre, de forme rectangulaire, mesure 2,94 m de long pour 1,80 m de large et 1,42 m de hauteur.
| Dalle                                                           | Longueur | Largeur                 | Épaisseur |
| --------------------------------------------------------------- | -------- | ----------------------- | --------- |
| Table                                                           | 3,53 m   | 2,40 m max. 1,36 m min. | 0,70 m    |
| Orthostate no 1                                                 | 1,43 m   | 0,70 m                  | 0,33 m    |
| Orthostate no 2                                                 | 1,24 m   | 0,90 m                  | 0,33 m    |
| Orthostate no 3                                                 | 1,20 m   | 0,65 m                  | 0,35 m    |
| Orthostate no 4                                                 | 1,11 m   | 1 m                     | 0,44 m    |
| Chevet                                                          | 1,60 m   | 1,43 m                  | 0,25 m    |
| Données : Inventaire des mégalithes de la France, 8-Puy-de-Dôme |          |                         |           |

La table de couverture est un quadrilatère allongé aux bords arrondis et incurvé au centre. Les piliers comportent des surfaces irrégulières côté extérieur et lisses côté intérieur. L'orthostate no 4, fracturé à la base et au sommet, semble avoir été poli de chaque côté. L'intervalle, assez important, situé entre les supports no 1 et no 2, correspond peut-être à un ancien support désormais disparu. Une petite dalle supplémentaire (0,80 m par 0,55 m et 0,26 m ) est visible couchée au sol en arrière du dolmen. Son utilité demeure inconnue. Le tumulus a entièrement disparu.

## Matériel archéologique
La chambre fut pillée à une époque inconnue. Selon Pommerol, on y découvrit une hache en pierre polie, une dent de bœuf et des tessons d'une poterie grossière.